# Víctor Morínigo
Víctor Morínigo war ein paraguayischer Diplomat.
Er war vom 2. Oktober 1956 bis 7. September 1959 Botschafter in Peru. Vom 7. September 1959 bis 8. April 1960 war er Botschafter in Venezuela. Vom 8. April 1960 bis 30. April 1963 war er Botschafter in Italien und vom 4. Oktober 1960 bis 30. April 1963 auch zugleich Botschafter in Israel.